# Баттенберги
Баттенберги (нім. Battenberg) — морганатична гілка Гессенського дому, що правив великим герцогством Гессен на Рейні.
1851 року Олександр Гессен-Дармштадтський одружився з Юлією фон Гауке, придворною дамою його сестри Марії Олександрівни. Шлюб був морганатичним. Брат Олександра, великий герцог Гессенський Людвіг III надав Юлії титул графині Баттенберг для неї та її нащадків, які не зможуть претендувати на гессенський престол. Титул було створено за назвою міста в Гессені, де подружжя деякий час проживало на самоті. 1858 року Юлію було зведено до рангу принцеси. П'ятеро дітей Олександра та принцеси Баттенберг мали титул принца чи принцеси та звертання Світлість.
Більша частина членів родини, що проживала у Великій Британії, відмовилась від своїх німецьких титулів 1917 року через війну з Німеччиною. Вони узяли прізвище Маунтбеттен — переклад прізвища Баттенберг на англійську мову з переставленням частин.

## Представники роду
- Юлія, принцеса Баттенберг (1825–1895)
  - Марія (1852–1923)
  - Людвіг (1854–1921), відмовився від прізвища 1917 року і став маркізом Мілфорд-Хевен; був одружений з Вікторією Гессен-Дармштадтською. Їхні діти мали прізвище Маунтбеттен:
    - Аліса (1885–1969), одружена з Андрієм, принцом Грецьким; від цього шлюбу народився принц Філіп Грецький, який 1947 року одружився з майбутньою королевою Єлизаветою II.
    - Луїза (1889–1965), одружена з королем Швеції Густавом VI Адольфом (друга дружина, з 1950 королева),
    - Джордж (Георг; 1892–1938), 2-й маркіз Мілфорд-Хевен, одружений з Надією Торбі,
    - Луїс (Людвіг; 1900–1979), граф Маунтбеттен Бірманський (1946), одружений з Едвіною Ешлі.

  - Олександр (1857–1893), князь Болгарії, пізніше граф Гартенау, був одружений з Йоганною Лойзінгер, діти:
    - Асен (1890–1965)
    - Цветана (1893–1935)

  - Генріх (1858–1896), був одружений з Британською принцесою Беатрисою, діти:
    - Олександр (1886–1960), відмовився від прізвища 1917 і став маркізом Керісбрук,
    - Вікторія Євгенія (1887–1969), одружена з королем Іспанії Альфонсом XIII,
    - Леопольд (1889–1922),
    - Моріц (1891–1914).

  - Франц Йосип (1861–1924), був одружений з принцесою Анною Чорногорською, дітей не мали.